# ساجک برگ‌اره‌ای
ساجک برگ‌اره‌ای (به انگلیسی: Premna serratifolia) یک درختچه از خانواده نعنائیان است. بین ماه مه و نوامبر گل و میوه می‌دهد. در فصل گلدهی، تعداد زیادی پروانه و زنبور عسل را جذب می‌کند. مترادف‌های آن  Premna serratifolia Linn. شامل P. corymbosa (Burm. f.) Merr. , P. integrifolia L. و P. obtusifolia R. Br.) هستند.

## زیستگاه
این درختچه بیشتر در خاک‌های شنی مرطوب و جنگل‌های بوته‌ای در امتداد سواحل دریا و جنگل‌های حرا رشد می‌کند. در فیلیپین، به ویژه در جزیره سبو، معمولاً در جنگل‌های داخلی و پرآب جنوب سبو یافت می‌شود.
این گیاه به‌طور گسترده در طب سنتی هند استفاده می‌شود. مطالعات روی چوب ریشه P. serattifolia منجر به جداسازی اکتئوزید، یک مشتق گلوکوزید شد. پوست ریشه گیاه که فعالیت‌های بیولوژیکی نشان داد همچنین حاوی دی‌ترپن سیتوتوکسیک و آنتی‌اکسیدانی قوی، ۱۱٬۱۲٬۱۶-تری هیدروکسی-2-oxo-5-methyl-10-demethyl-abieta-۱[۱۰]، ۶ است. ۸٬۱۱٬۱۳-پنتن.

## مصارف آشپزی
در ویتنام به برگ‌های معطر آن P. lá cách می‌گویند، و برای پختن برخی از غذاهای سرخ سرخ‌کردنی با مرغ، مارماهی یا قورباغه استفاده می‌شود.